# Şinasi Yıldırımlı
Șinasi Yıldırımlı ( 1949 ) es un botánico, profesor turco. Ha realizado numerosas identificaciones y clasificaciones de nuevas especies (más de 70), las que publica habitualmente ne : Ot Sist. Bot. Dergisi; Turkish J. Bot.; Notes Roy. Bot. Gard. Edinburgh; Bot. J. Linn. Soc. 
Ha trabajado académicamente en la Universidad de Hacettepe, en Ankara.

## Algunas publicaciones
- MUHİTTİN DİNÇ, YAVUZ BAĞCI, ŞİNASİ YILDIRIMLI. 2003. A new species of Viola L. (Violaceae) from South Anatolia. Bot.J. of Linnean Soc. 141 ( 4) : 477-482

## Honores

### Epónimos
- (Asteraceae) Scorzonera yildirimlii A.Duran & Hamzaoğlu[1]
- (Brassicaceae) Erysimum yildirimlii Dinç[2]
- (Campanulaceae) Campanula yildirimlii Kit Tan & Sorger[3]
- (Lamiaceae) Stachys yildirimlii Dinç[4]
- (Leguminosae) Astragalus yildirimlii Aytaç & Ekici[5]
- (Papaveraceae) Papaver yildirimlii Ertekin[6]
- (Scrophulariaceae) Veronica yildirimlii Öztürk[7]
- (Violaceae) Viola yildirimlii Dinç & Bağcı[8]

- La abreviatura «Yild.» se emplea para indicar a Şinasi Yıldırımlı como autoridad en la descripción y clasificación científica de los vegetales.[9]